# Божьев, Олег Фелевич
Олег Фелевич Божьев (25 августа 1961, Москва, РСФСР, СССР) — советский конькобежец, бронзовый призёр зимних Олимпийских игр 1984 года, чемпион мира в классическом многоборье и 3-кратный серебряный призёр чемпионатов мира, бронзовый призёр чемпионата Европы, 2-кратный рекордсмен мира, 2-кратный чемпион СССР, заслуженный мастер спорта СССР (1984), заслуженный тренер России (1999). Выступал за СО "Труд" (Москва), СК "Москвич" (Москва).

## Биография
Олег родился в Москве, в семье обычных рабочих. Его отец Фелий Петрович Божьев был бригадиром слесарей завода «Динамо», а его мать Мария Ивановна работала техником Московского метрополитена. Мальчик рос болезненным, слабеньким, грипп сменялся ангиной, наконец, пришлось удалить аденоиды. Родители понимали, что именно физические занятия — лучше лекарство от всех хворей. Они всей семьей устраивали лыжные вылазки, ходили на каток. И болезни отступили.
Олег записался в футбольную секцию при Дворце пионеров и школьников Люблинского района. Три года играл нападающим, был даже призером городских соревнований в составе своей команды. Вскоре в команде сменился тренер, и новый наставник не нашёл общего языка с ним. После чего Олег перестал холить на тренировки. Он перебрал много видов спорта — лёгкую атлетику, гимнастику. Решил остановиться на хоккее, но в спортивную школу его не взяли так как физически он был слабоват. Однако в скорости ему не было равных во дворе. 
Однажды его друг записался в секцию скоростного бега на коньках и бросил вызов Олегу. Они пробежали по стадиону, но совсем немного на финише быстрее был его друг. После этого Божьев решил взять реванш и записался в секцию к тренеру Валентине Васильевне Смирновой. Через год занятий он перешёл к другому тренеру Владимиру Сергеевичу Филиппову, при котором Олег
занимался не по одному, а по нескольку раз в день.
В 1980 году Божьев стал третьим на первенстве СССР среди юниоров в сумме многоборья, а уже в 1981 году занял 2-е место на чемпионате страны среди юниоров и был приглашён в сборную под руководством Бориса Михайловича Васильковского. Однако на чемпионат мира 82-го года его не взяли, посчитали, что парню не хватает опыта. В 1984 году он участвовал на зимних Олимпийских играх в Сараево, где завоевал бронзовую медаль в забеге на 1500 метров, а на 5000 занял 5-е место.
28 февраля 1984 года на чемпионате мира в Гётеборге Олег Божьев был увенчан лавровым венком за победу в классическом многоборье, впервые после триумфа Виктора Косичкина в 1962 году. В том же году он стал и чемпионом СССР в абсолютном зачёте. Через год выиграл бронзу на чемпионате Европы в Эскильстуне и стал серебряным призёром чемпионата мира в Хамаре. Также дебютировал в 85-м и на спринтерском чемпионате мира занял 5-е место.
В 1986 и 1987 годах поднимался на 2-е место на чемпионате мира в Инцелле и на чемпионате мира в Херенвене. Уже в 1988 году его результаты пошли на спад и на очередном чемпионате мира в Алма-Ате финишировал только на 7-м месте. В 1989 году решил завершить карьеру, но в 1992 году вернулся и участвовал на чемпионате Европы в Херенвене, где занял 22-е место. Окончательно ушёл из спорта.

## Карьера тренера
Олег Фелевич после завершения спортивной карьеры занялся тренерской деятельностью и подготовил ряд известных спортсменов: Дмитрия Шепеля; Ивана Дьякова; Артёма Детышева. Старший тренер сборной команды России по конькобежному спорту.

## Личная жизнь
Олег Божьев окончил Московский областной государственный институт физической культуры в 1982 году. В 1983 году у Олега и его жены Светланы родился сын Дима. 